# 蒙特拉博 (芒什省)
蒙特拉博（法語：Montrabot）是法国芒什省的一个市镇，属于圣洛区（Saint-Lô）维尔河畔托里尼县（Torigni-sur-Vire）。该市镇总面积3.86平方公里，2009年时的人口为85人。

## 人口
蒙特拉博人口变化图示